# 板新駅
板新駅（ばんしんえき）は台湾新北市板橋区にある台北捷運環状線の駅。板新路と中山路一段の交差点南西側に位置する(p167)。ホーム以外に設定される駅空間のテーマカラーは「■創造（橘、Pantone716C）」(p91)。

## 歴史
- 2011年5月25日 - 着工[3]
- 2019年12月 - 開業予定[4]。
- 2020年
  - 1月19日 - 時間帯限定で無料試乗開始[5]
  - 1月31日 - 開業（10時式典、14時運行開始、2月末までは無料）[6][7]。
- 2023年
  - 1月30日、台北捷運公司が請け負っていた環状線西環段の運営委託契約が満了し、翌日付で資産は新北市側に移転（2期延伸時に改めて全区間の運営権がどちらかに一本化されるまでの暫定処置）したが[8]、本路線の移管には交通部の承認が必要なため、実際の移管完了にはさらに半年程度を要することとなった[9]。
  - 5月23日、環状線西環段の運営権について、台北捷運公司から新北捷運公司への移管作業が正式に完了し、交通部の承認も下った[10]。

## 駅構造
相対式ホーム2面2線の高架駅(p146)。フルスクリーンタイプのホームドア設置駅(pp157)。
板新里と長安里に跨る板新路上25メートルの高さに幅21メートル、全長92.6メートルの駅舎があり、ホーム長は約80メートル。
出口は長安路側に1ヶ所が商業施設と一体化して設置される(pp167-169)。

### 駅階層
|           |                               |                                                 |
| 地上 四階 | 連絡通路                      | 跨線橋                                          |
| 地上 三階 | 相対式ホーム 右側のドアが開く | 相対式ホーム 右側のドアが開く                   |
| 地上 三階 | 1番ホーム                     | ←環状線 板橋・新北産業園区方面（板橋駅）        |
| 地上 三階 | 2番ホーム                     | → 環状線 大坪林方面（中原駅）→                  |
| 地上 三階 | 相対式ホーム 右側のドアが開く |                                                 |
| 地上 三階 | コンコース層（2番ホーム方）   | コンコース、窓口、自動券売機、改札口 売店、便所 |
| 地面      | 地上                          | 出入口                                          |

### 駅出口
- 出口1：板新路

## 利用状況
| 年   | 年間    | 年間    | 年間      | 年間   | 1日平均 | 1日平均 |
| 年   | 乗車    | 下車    | 乗降車計  | 出典   | 乗車    | 乗降車  |
| ---- | ------- | ------- | --------- | ------ | ------- | ------- |
| 2020 | 766,098 | 771,493 | 1,537,591 | [ 11 ] | 2,201   | 4,418   |
| 2021 | 715,180 | 721,138 | 1,436,318 | [ 11 ] | 1,959   | 3,935   |
| 2022 | 848,651 | 856,439 | 1,705,090 | [ 11 ] | 2,325   | 4,671   |

## 駅周辺
- YouBike（新北市公共自転車（中国語版））捷運板新駅
- 正隆廣場辦公大樓（正隆企業總公司）
- 八里新店快速道路
- 新北市立板橋体育場
- 新北体育処文物館
- 民生公園
- 新北地方法院板橋第二院区
- 憲兵指揮部新北市憲兵隊
- 法務部調查局新北市調查處
- 新北市立海山高級中学
- 全聯福利中心 板橋三民店（スーパーマーケット）
- 新北市政府警察局海山分局
- 興隆市場(埔墘市場)
- 板橋義橋宮
- カルフール板橋店

## 隣の駅
新北捷運
- 環状線
  - 中原駅 Y14 - 板新駅 Y15 - 板橋駅 Y16

### 註釈
1. ↑  平均は1/19からの348日で算出